# Ford, Kansas
Ford là một thành phố thuộc quận Ford, tiểu bang Kansas, Hoa Kỳ. Năm 2010, dân số của xã này là 216 người.

## Dân số
Dân số các năm:
- Năm 2000: 314 người
- Năm 2010: 216 người